# Edvard Hagerup Bull (politiker)
Edvard Hagerup Bull, född den 23 januari 1855 i Bergen,  död den 25 mars 1938, var en norsk jurist och politiker.
Bull blev student 1872 och juridisk kandidat 1876, arbetade en tid på advokatkontor och anställdes 1879 i inrikesdepartementet, varifrån han följande år övergick till finansdepartementet. Där avancerade han 1888 till expeditionssekreterare.
Bull vistades vid flera tillfällen utomlands för att studera finansvetenskap och statsförvaltning samt deltog i många kommittéer, tillsatta för utredande av finansiella och fiskala frågor. I  fack- och dagspressen skrev han uppsatser och inlägg i dryftandet av landets finansiella ställning.
Bull, som 1893 flyttades till höjesteret, där han 1895 blev fast e.o. assessor, hade ärvt släktens musikaliska och konstnärliga begåvning samt skrev 1897 operatexten till Kosakkerne (musiken är av Catharinus Elling).
I stortinget representerade Bull från 1903 Akershus amt och var ordförande i budgetkommittén, tills han den 11 mars 1905 inträdde i ministären Michelsen-Lövland, som den 7 juni samma år av stortinget förklarades för provisorisk regering.
Bull avgick som finansminister den 7 november 1906. Han representerade Aker i stortinget 1910-18 och var sedan 1913 högergruppens ledare. Han hade stort inflytande på redigeringen av flera viktiga lagar (till exempel "civilprocesreformen" och "rettergangsmaaden i tvistemaal").